# Krasnozavodsk
Krasnozavodsk (rusky Краснозаводск) je město v Moskevské oblasti v Ruské federaci. Při sčítání lidu v roce 2010 měl přes třináct tisíc obyvatel.

## Poloha a doprava
Krasnozavodsk leží na řece Kuňje, přítoku Dubny v povodí Volhy, u severovýchodního okraje Moskevské oblasti několik kilometrů jihovýchodně od nádrže Zagorské přečerpávací vodní elektrárny. Od Moskvy je vzdálen přibližně devadesát kilometrů severovýchodně.
Nedaleko města prochází železniční trať z moskevského Jaroslavského nádraží směrem na Sergijev Posad, Alexandrov a Jaroslavl, část Transsibiřské magistrály.

## Dějiny
Krasnozavodsk vznikl jako původně bezejmenné dělnické sídlo u muniční fabriky budované od roku 1915. Vystřídal řadu jmen, od roku 1917 se nazýval Vozrožděnije (Возрождение), Zagorskij (Загорский, podle nedalekého Zagorsku) a Krasnozavodskij (Краснозаво́дский). Jméno Krasnozavodsk získal v roce 1940, kdy byl povýšen na město.
V roce 2000 se od Krasnozavodsku oddělilo sídliště Peresvet a stalo se samostatným městem.